# NGC 2811
NGC 2811 (również PGC 26151 lub UGCA 155) – galaktyka spiralna z poprzeczką (SBa), znajdująca się w gwiazdozbiorze Hydry. Odkrył ją William Herschel 31 grudnia 1785 roku.
W galaktyce tej zaobserwowano supernową SN 2005am.